# Bernhard Loos

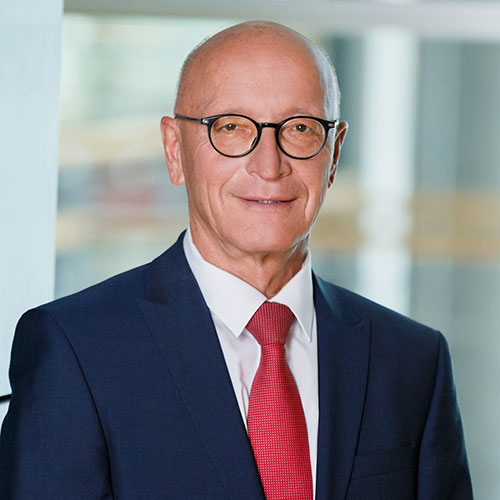
Bernhard Loos

Bernhard Loos (* 30. Juli 1955 in Kaufbeuren) ist ein deutscher Politiker (CSU) und Wirtschafts- und Politikwissenschaftler. Von 2017 bis 2025 war er Mitglied des Deutschen Bundestages.

## Leben und Beruf
Loos durchlief nach seinem Abitur von 1976 bis 1980 eine Ausbildung zum Einzelhandelskaufmann und war bei Hertie in München als Verkäufer tätig. Ab 1981 absolvierte Loos ein Studium der Wirtschafts- und Politikwissenschaften an der Ludwig-Maximilians-Universität München, das er 1987 erfolgreich mit dem Diplom abschloss. Nach seinem Studium wurde Loos zum Geschäftsführer des Kolpingwerks für den Diözesanverband München ernannt.
Er ist Alter Herr der Wissenschaftlichen Verbindung Palladia, die er nach dreizehnjähriger Sistierung 1983 wieder aktivierte.
Bernhard Loos ist römisch-katholisch, verheiratet und Vater zweier erwachsener Söhne. Seinen Wehrdienst leistete er bei der Luftwaffe ab.

## Unternehmen
Vom Kolpingwerk wechselte er in den Vorstand der Stiftung der privaten Wirtschaftsschulen Sabel, den er bis 1993 bekleidete. Loos’ unternehmerische Tätigkeit erstreckt sich auf München und Leipzig. Er leitete die GBS Fachschule für Technik und Wirtschaft Leipzig bis zu deren Liquidation im Jahr 2024.

## Politik
Loos trat 1982 der CSU München bei und gehörte von 1985 bis 1986 dem Landesvorstand der Jungen Union Bayern an. Während der Zeit seines Studiums war er im hochschulpolitischen Studentenverband Ring Christlich-Demokratischer Studenten in Bayern engagiert. Dort agierte er unter anderem als stellvertretender Gruppenvorsitzender und wurde für 1985 bis 1986 als Landesvorsitzender gewählt. Er war außerdem CSU-Ortsvorsitzender in München. Mittlerweile ist Loos Mitglied des CSU Bezirksvorstandes München und stellvertretender Vorsitzender seines Kreisverbandes (München Nord-West) sowie im zu diesem gehörigen Ortsverband Neuhausen-Nymphenburg. Außerdem leitet er als Geschäftsführer die operativen Tätigkeiten für die Mittelstands-Union München.
Zur Bundestagswahl 2013 wurde er von der CSU-Delegiertenversammlung auf Platz 59 der Landesliste gewählt, der Platz reichte nicht für einen Einzug in den Bundestag.
Am 9. November 2016 wurde Loos von der Bundeswahlkreisdelegiertenversammlung seiner Partei zum Direktkandidaten des Wahlkreises München-Nord für die Bundestagswahl 2017 nominiert. Er setzte sich damit gegen den Präsidenten des Bundes der Vertriebenen Bernd Fabritius, MdB, durch und trat auf diese Weise die Nachfolge von Johannes Singhammer an.
Er gewann das Direktmandat bei der Bundestagswahl 2017 mit 32,2 % der Stimmen.
Im 19. Deutschen Bundestag war Loos ordentliches Mitglied im Petitionsausschuss und im Ausschuss für Wirtschaft und Energie. Zudem gehörte er als stellvertretendes Mitglied der Enquete-Kommission „Berufliche Bildung“ an.
Sein Direktmandat konnte er bei der Bundestagswahl 2021 mit 25,7 % verteidigen.
Loos hatte angekündigt, 2025 noch einmal für den Bundestag als Direktkandidat kandidieren zu wollen. Er unterlag Ende Juli 2024 bei der Bundeswahlkreisdelegiertenversammlung der CSU allerdings dem Gegenkandidaten Hans Theiss, Vize-Fraktionschef der CSU im Münchner Stadtrat, der die Mehrheit der Delegiertenstimmen im Wahlkreis München-Nord auf sich vereinigen konnte. Daher schied er im März 2025 aus dem Bundestag aus.

### Politische Positionen
Loos setzt sich, einhergehend mit seinem beruflichen Werdegang und seiner Tätigkeit für eine Förderung der Bildung sowie kleiner und mittelständischer Unternehmen ein.
Als Sprecher und Vorsitzender der Bürgerinitiative München Pro 3. Startbahn e.V. profilierte sich Loos als Befürworter infrastruktureller Großprojekte. Er begründete sein Engagement damit, dass „die Argumente der Startbahngegner schon viel zu lange öffentlich präsent“ seien und andernfalls „München eines Tages mit dem massiven wirtschaftlichen Wachstum in der Welt nicht mehr mithalten“ könne. Die von ihm geleitete Initiative wurde von zahlreichen Prominenten unterstützt, unter anderem trat ihr Ministerpräsident Horst Seehofer bei.
Außerdem setzt er sich für die Bürgerinitiative Pro Landshuter Allee Tunnel ein.

## Ehrenamtliches Engagement
Loos ist Mitglied im bayerischen Landesvorstand Kulturwerk für Südtirol und im Bundesverband mittelständische Wirtschaft. Darüber hinaus ist er Mitglied der Industrie- und Handelskammern Leipzig und München.